# Pica-pau-verde-barrado

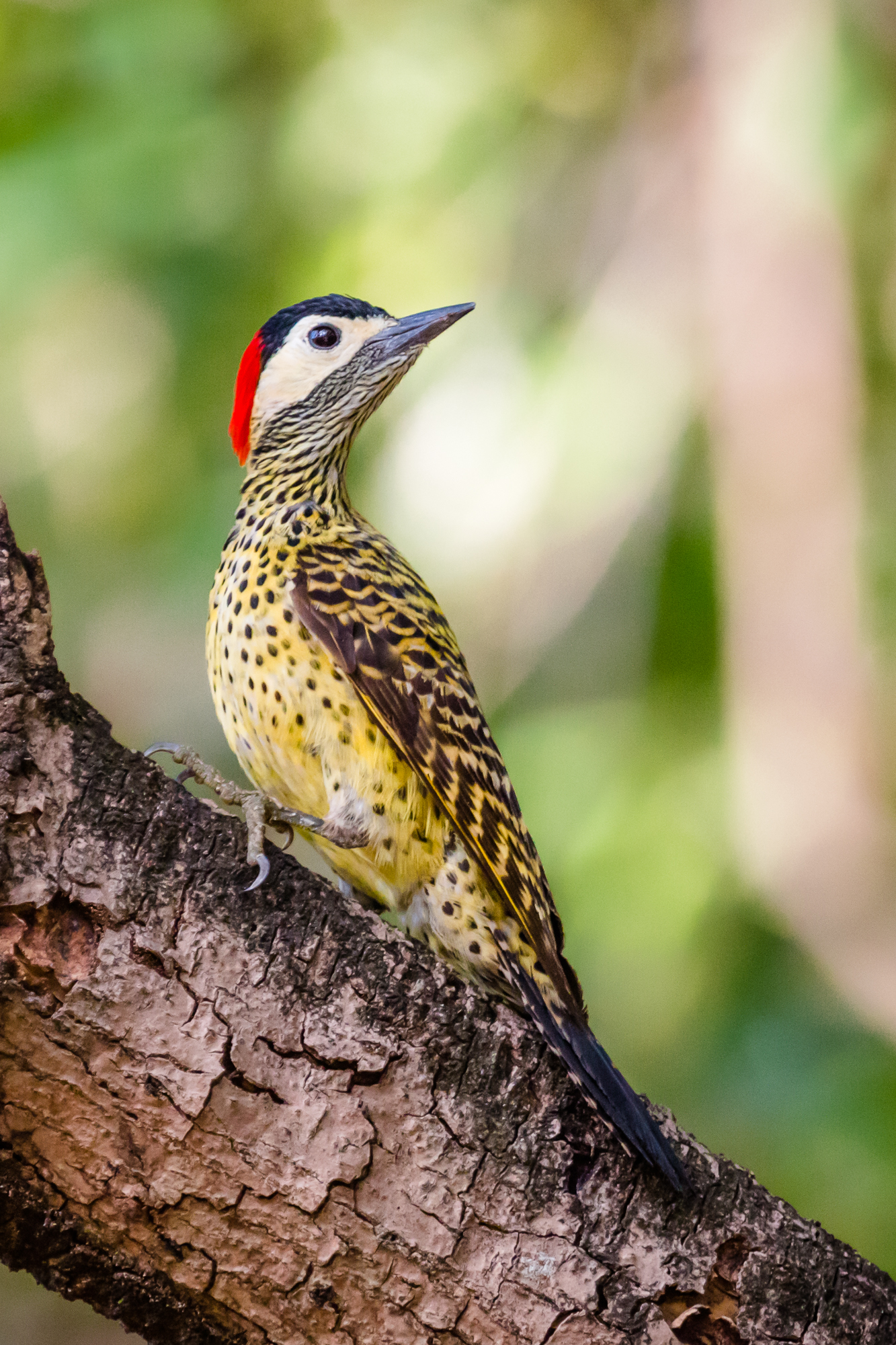

O pica-pau-verde-barrado (Colaptes melanochloros) é um grande pica-pau da América do Sul. Tais aves possuem cerca de 26 cm de comprimento, com plumagem verde barrada de preto e cabeça preta com as laterais brancas e a nuca vermelha. Também são chamadas de pica-pau-carijó.

## Subespécies
São reconhecidas quatro subespécies:
- Colaptes melanochloros melanochloros (Gmelin, 1788) - ocorre do sudeste do Brasil até o sudeste do Paraguai, nordeste da Argentina e no Uruguai;
- Colaptes melanochloros nattereri (Malherbe, 1845) - ocorre do nordeste do Brasil até a Bolívia na região de Santa Cruz;
- Colaptes melanochloros nigroviridis (Grant, 1911) - ocorre no sul da Bolívia até o oeste do Paraguai, norte da Argentina e oeste do Uruguai;
- Colaptes melanochloros leucofrenatus (Leybold, 1873) - ocorre no noroeste e Centro da Argentina, atingindo até a região sul de Neuquén e no oeste da região de Rio Negro.